# Hipólito Ramos
Hipólito Ramos, född den 30 januari 1956, är en kubansk boxare som tog OS-silver i lätt flugviktsboxning 1980 i Moskva. I finalen förlorade han mot den sovjetiske boxaren Sjamil Sabirov med 2-3.